# Barbara Rittnerová
Barbara Rittnerová (* 25. dubna 1973 Krefeld) je bývalá německá profesionální tenistka a od roku 2005 kapitánka fedcupového týmu Německa. V kariéře na okruhu WTA Tour vyhrála dva turnaje ve dvouhře a tři ve čtyřhře. V rámci okruhu ITF získala dva tituly ve dvouhře a jeden ve čtyřhře.
Na žebříčku WTA byla nejvýše ve dvouhře klasifikována v únoru 1993 na 24. místě a ve čtyřhře pak v březnu 2003 na 23. místě. Trénoval ji Nic Marchand.
V letech 2020–2024 byla ředitelkou obnoveného ženského turnaje German Open v Berlíně.

## Tenisová kariéra
V roce 1991 vyhrála juniorku dvouhry ve Wimbledonu a ve stejné sezóně spolu s Karin Habšudovou také juniorskou čtyřhru na Australian Open.
Debutový titul na okruhu WTA Tour získala v roce 1992 a téměř po devíti letech si připsala druhý na Belgian Open v Antverpách. To činí druhé nejdelší období v získání dvou následných singlových titulů na ženském profesionálním okruhu v otevřené éře. Delší fázi čekání na další titul – devět a půl roku, zaznamenala pouze Marcie Louieová.
Sjednocené Německo reprezentovala na Letních olympijských hrách 1992 v Barceloně.
V 's-Hertogenboschi 2003, kde startovala v hlavní soutěži jako náhradnice, porazila nejvýše postavenou hráčku ve své kariéře, a to světovou šestku Amélii Mauresmovou, následně podlehla Kim Clijstersové. Předtím ve stejné sezóně 2003 si připsala svou premiérovou výhru nad hráčkou první světové desítky, když na Indian Wells Masters zdolala Jelenu Dokićovou.
V roce 1992 byla členkou vítězného týmu v Poháru federace. V letech 2005–2017 působila jako kapitánka fedcupového týmu Německa.

## Finále na okruzích WTA Tour a ITF

### Dvouhra: 5 (2–3)
| Legenda                   |
| ------------------------- |
| Tier I (0)                |
| Tier II (0)               |
| Tier III (0)              |
| Tier IV a V (2)           |
| Grand Slam (0)            |
| WTA Tour Championship (0) |
| okruh ITF (2)             |

#### Vítězka (2)
| Č. | Datum              | Turnaj            | Povrch  | Finalistka                    | Výsledek      |
| -- | ------------------ | ----------------- | ------- | ----------------------------- | ------------- |
| 1. | 12. listopadu 1989 | Fás, Maroko       | antuka  | Judith Warringová             | 6–7, 6–3, 9–7 |
| 2. | 11. února 1990     | Stavanger, Norsko | koberec | Amy Jonssonová                | 3–6, 7–6, 6–4 |
| 3. | 30. srpna 1992     | Schenectady, USA  | tvrdý   | Brenda Schultzová-McCarthyová | 7–6(3), 6–3   |
| 4. | 20. května 2001    | Antverpy, Belgie  | antuka  | Klára Koukalová               | 6–3, 6–2      |

#### Finalistka (3)
| Č. | Datum             | Turnaj                   | Povrch      | Vítězka           | Výsledek         |
| -- | ----------------- | ------------------------ | ----------- | ----------------- | ---------------- |
| 1. | 23. září 1991     | Petrohrad, Sovětský svaz | koberec (h) | Larisa Neilandová | 3–6, 6–3, 6–4    |
| 2. | 26. července 1993 | San Marino, San Marino   | antuka      | Marzia Grossiová  | 3–6, 7–5, 6–1    |
| 3. | 20. února 1995    | Linec, Rakousko          | koberec (h) | Jana Novotná      | 6–7(6), 6–3, 6–4 |

### Čtyřhra: 13 (3–10)

#### Vítězka (3)
- 2002 – Dubaj, spoluhráčka María Ventová-Kabchiová
- 2001 – Estoril, spoluhráčka Květa Hrdličková
- 1992 – Essen, spoluhráčka Katerina Malejevová